# 富士フイルム・プラネッツ
富士フイルムプラネッツ（ふじふいるむプラネッツ）は、神奈川県南足柄市を本拠地に活動していた、富士フイルムの男子バレーボールチームである。獲得タイトル計22回。

## 歴史
1934年に会社が設立されるのと同時に、チームが創設。1957年からバレーボールを「社技」と位置づけて強化を続けてきた。チームは神奈川県南足柄市の足柄工場に置いた。小山勉、井原文之監督下で、中型の有力選手を集め、レシーブを主体とする一分の隙もないコンビネーションバレーを完成させ、1983年度から1987年度にかけて日本リーグ5連覇を達成。
また杉本公雄、熊田康則、川合俊一、海藤正樹ら人気と実力を備えたチームは「グリーン軍団」とも呼ばれ、女性ファンが多く、高い人気を誇っていたが、会社の経費削減のため、2002年に廃部となった。休部後は青山繁をはじめとした選手が他チームへ移籍し、プレーを続けた。

### Vリーグ以降の苦戦
1994年、日本リーグがVリーグへ移行する。これと同時に外国人選手の所属が可能となり、ライバルチームが挙って海外の有力選手を獲得するが、富士フイルムはチーム方針から、日本人選手のみで戦う「純血主義」を貫き日本人選手のみで戦うこととなった。
日本人選手のみで、絶対的エースを置かずに戦うスタイルながら、最高で5位の成績を残したが、一方でここぞという場面での決定力不足は大きく、結局Vリーグでベスト4に入ることはできなかった。

## 成績

### 主な成績
日本リーグ／Vリーグ
- 優勝 7回（1981年度、1983年度、1984年度、1985年度、1986年度、1987年度、1992年度）

全日本都市対抗/黒鷲旗全日本選抜
- 優勝 4回（1978年、1983年、1986年、1987年）

全日本総合（9人制）
- 優勝 1回（1964年）

国民体育大会成年男子（6人制）
- 優勝 10回（1974年、1978年、1982年、1990年、1991年、1992年、1993年、1994年、1996年、1998年）

ひろしまピースカップ
- 優勝 1回（1994年）

### 年度別成績
| 大会名       | 大会名           | 順位   | 参加チーム数 | 試合数 | 勝 | 敗 | 勝率  |
| ------------ | ---------------- | ------ | ------------ | ------ | -- | -- | ----- |
| 日本リーグ   | 第1回 (1967)     | 5位    | 6チーム      | 10     | 2  | 8  | 0.200 |
| 日本リーグ   | 第2回 (1968/69)  | 5位    | 6チーム      | 10     | 2  | 8  | 0.200 |
| 実業団リーグ | 第1回 (1969/70)  | 準優勝 | 6チーム      | 10     | 7  | 3  | 0.700 |
| 日本リーグ   | 第4回 (1970/71)  | 3位    | 6チーム      | 10     | 6  | 4  | 0.600 |
| 日本リーグ   | 第5回 (1971/72)  | 3位    | 6チーム      | 10     | 5  | 5  | 0.500 |
| 日本リーグ   | 第6回 (1972/73)  | 3位    | 6チーム      | 10     | 5  | 5  | 0.500 |
| 日本リーグ   | 第7回 (1973/74)  | 5位    | 6チーム      | 10     | 3  | 7  | 0.300 |
| 日本リーグ   | 第8回 (1974/75)  | 準優勝 | 6チーム      | 10     | 6  | 4  | 0.600 |
| 日本リーグ   | 第9回 (1975/76)  | 3位    | 6チーム      | 10     | 6  | 4  | 0.600 |
| 日本リーグ   | 第10回 (1976/77) | 4位    | 6チーム      | 10     | 4  | 6  | 0.400 |
| 日本リーグ   | 第11回 (1977/78) | 5位    | 6チーム      | 10     | 2  | 8  | 0.200 |
| 日本リーグ   | 第12回 (1978/79) | 3位    | 6チーム      | 10     | 6  | 4  | 0.600 |
| 日本リーグ   | 第13回 (1979/80) | 準優勝 | 6チーム      | 10     | 6  | 4  | 0.600 |
| 日本リーグ   | 第14回 (1980/81) | 準優勝 | 8チーム      | 14     | 11 | 3  | 0.786 |
| 日本リーグ   | 第15回 (1981/82) | 優勝   | 8チーム      | 21     | 17 | 4  | 0.810 |
| 日本リーグ   | 第16回 (1982/83) | 3位    | 8チーム      | 21     | 15 | 6  | 0.714 |
| 日本リーグ   | 第17回 (1983/84) | 優勝   | 8チーム      | 21     | 17 | 4  | 0.810 |
| 日本リーグ   | 第18回 (1984/85) | 優勝   | 8チーム      | 21     | 20 | 1  | 0.952 |
| 日本リーグ   | 第19回 (1985/86) | 優勝   | 8チーム      | 21     | 21 | 0  | 1.000 |
| 日本リーグ   | 第20回 (1986/87) | 優勝   | 8チーム      | 21     | 20 | 1  | 0.952 |
| 日本リーグ   | 第21回 (1987/88) | 優勝   | 8チーム      | 14     | 14 | 0  | 1.000 |
| 日本リーグ   | 第22回 (1988/89) | 準優勝 | 8チーム      | 17     | 13 | 4  | 0.765 |
| 日本リーグ   | 第23回 (1989/90) | 4位    | 8チーム      | 17     | 11 | 6  | 0.647 |
| 日本リーグ   | 第24回 (1990/91) | 5位    | 8チーム      | 14     | 8  | 6  | 0.571 |
| 日本リーグ   | 第25回 (1991/92) | 4位    | 8チーム      | 20     | 10 | 10 | 0.500 |
| 日本リーグ   | 第26回 (1992/93) | 優勝   | 8チーム      | 20     | 15 | 5  | 0.750 |
| 日本リーグ   | 第27回 (1993/94) | 準優勝 | 8チーム      | 17     | 13 | 4  | 0.765 |
| Vリーグ      | 第1回 (1994/95)  | 6位    | 8チーム      | 21     | 10 | 11 | 0.476 |
| Vリーグ      | 第2回 (1995/96)  | 7位    | 8チーム      | 21     | 7  | 14 | 0.333 |
| Vリーグ      | 第3回 (1996/97)  | 7位    | 8チーム      | 21     | 9  | 12 | 0.429 |
| Vリーグ      | 第4回 (1997/98)  | 5位    | 8チーム      | 21     | 11 | 10 | 0.524 |
| Vリーグ      | 第5回 (1998/99)  | 5位    | 10チーム     | 18     | 11 | 7  | 0.611 |
| Vリーグ      | 第6回 (1999/00)  | 7位    | 10チーム     | 18     | 9  | 9  | 0.500 |
| Vリーグ      | 第7回 (2000/01)  | 8位    | 10チーム     | 18     | 6  | 12 | 0.333 |
| Vリーグ      | 第8回 (2001/02)  | 7位    | 10チーム     | 18     | 9  | 9  | 0.500 |

## 在籍していた主な選手
| - 小山勉 - 井原文之 - 都沢凡夫 - 岡野昌弘 - 佐藤哲夫 - 保田靖則 - 蘇武幸志 - 御嶽和也 - 杉本公雄 - 清水豊 | - 吉田重誉 - 岡元勝 - 山田修司 - 岩島章博 - 三橋栄三郎 - 米山一朋 - 熊田康則 - 川合俊一 - 海藤正樹 - 蔭山弘道 | - 青山繁 - 成田貴志 - 南由紀夫 - 金牧貴久 - 川浦博昭 - 尾上健司 - 花野裕祥 - 諸隈直樹 - 出倉諭 - 濱口純一 |